# 이경화 (희극인)
이경화는 대한민국의 前코미디언이다.

## 학력
- 강릉여자고등학교
- 한양대학교 신문방송학과

## 방송

### 진행
- 1997년 : KBS2 《웃음천국》
- 1997년 ~ 1998년 : KBS2 《코미디 세상만사》
- 1999년 : KBS2 《개그콘서트》(1999.10.23)